# Sherry Arnstein

"Escalera de Arnstein" de la participación ciudadana

Sherry Phyllis Arnstein, (nacida como Rubin, 11 de enero de 1930-19 de enero de 1997) fue una autora del altamente influyente [cita requerida] artículo de revista "Una escalera de Participación Ciudadana". Trabajando como ayudante especial en el Departamento de Salud, Educación, y Bienestar de los Estados Unidos (HEW),  desarrollo las ideas que llevaron a su artículo seminal en el campo de la decisión participativa. 
En 1969,  escribió y publicó varios artículos que tratan sobre la  participación pública en la toma de decisiones. Entre ellos, "Una escalera de Participación de Ciudadana" (1969), "Manipulación Factible Máxima" (1972) y "Un Modelo Funcional para la Participación Pública" (1975). Su primer artículo, en cual sugiere los diferentes  niveles  de participación pública, tiene un impacto duradero en muchas áreas de investigación, incluyendo geografía, planificación urbana, política pública, política de salud, y sociología, para nombrar unos cuantos.[cita requerida]
Sherry Rubin nació en la Ciudad de Nueva York hija de  Bernard Rubin (originario de Rusia) y Lucille Goldstein (originaria de Francia). En su juventud, su familiar se mudó a California. Estudió educación física en la Universidad de California, Los Ángeles (UCLA), y después de graduarse trabajo como trabajadora social en el Tribunal Juvenil del Condado de Alameda. En 1955,  se muda a Washington D. C. Y recibió su Maestría en comunicaciones de la Universidad americana.
Después de su trabajo en HUD,  fue una consultora de política pública de Arthur D. Little, un investigador sénior en el Centro Nacional para Búsqueda de Servicios de la Salud, y vicepresidente del Consejo de Salud Nacional. Sirvió 10 años como directora ejecutiva de la Asociación americana de Universidades de Medicina Osteopática (AACOM) entre 1985 y 1995.